# Paravespa gestroi
Paravespa gestroi är en stekelart som först beskrevs av Magrett 1884.  Paravespa gestroi ingår i släktet Paravespa och familjen Eumenidae. Utöver nominatformen finns också underarten P. g. problematica.